# Sufrágio universal

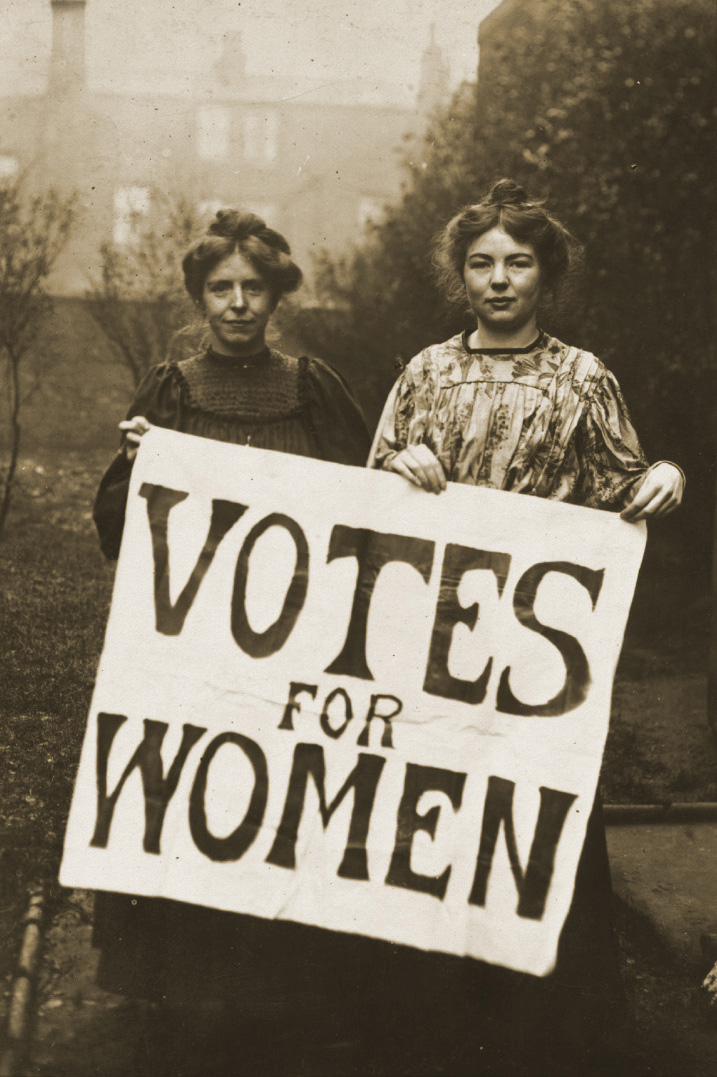
Annie Kenney e Christabel Pankhurst, líderes da União social e política das mulheres (WSPU, sigla em inglês)

O sufrágio universal consiste no pleno direito de votar e ser votado de todos cidadãos elegíveis e na garantia da correta e transparente apuração dos resultados. Em sua forma original, usada no século XIX por reformistas políticos, sufrágio universal era entendido como apenas o sufrágio masculino.
Entre os países existem variações das condições para o direito ao voto; a idade mínima costuma ser entre 18 e 25 anos e as "pessoas com certas doenças psiquiátricas, certos criminosos condenados, e outros punidos por certos crimes eleitorais" costumam também não ter direito ao voto.

## Sufrágio universal no mundo

### Brasil
No Brasil os sufrágios são dirigidos na origem, pois são as executivas dos partidos políticos quem escolhem os filiados que serão introduzidos nas urnas eletrônicas, para que eleitores outorguem mandatos em sufrágios majoritários.
No Brasil as definições de quem tem direito ao voto são expressas na artigo 14 da Constituição de 1988.

#### História
Em 1891, o sufrágio no Brasil excluía os sem teto, mulheres, padres, pobres, analfabetos, membros de ordens religiosas e militares de baixo escalão do direito de votar. Em 1932 mulheres foram incluídas. Entre 1937 e 1944, o Brasil ficou sem eleições presidenciais em decorrência do Estado Novo. Apenas em 1988, com a nova constituição, analfabetos foram incluídos, finalmente caracterizando o sufrágio no Brasil como universal, porém os analfabetos continuaram inelegíveis nessa nova constituição republicana.

### Portugal

#### História
Em Portugal, em 1878, 72% da população masculina tinha acesso ao voto. O sufrágio foi mais limitado por políticas dos últimos anos da monarquia e primeiros anos da republica (transição em 1910 com a Revolução de 5 de Outubro). Sufrágio feminino restrito foi permitido pela primeira vez em 1931, e estendido em 1933, 1946 e 1968. Devido a ditadura do Estado Novo, sufrágio universal foi alcançado apenas em 1974.

### Macau e Hong Kong
Ver também: Eleição indirecta em Macau e em Hong Kong
Um tipo diferente e mais restrito de sufrágio indireto é utilizado em Macau (China) e em Hong Kong (China), mais precisamente nas eleições para a escolha do Chefe do Executivo (Chefe do Governo) e de um número significativo de deputados à Assembleia Legislativa de Macau ou ao Conselho Legislativo de Hong Kong.

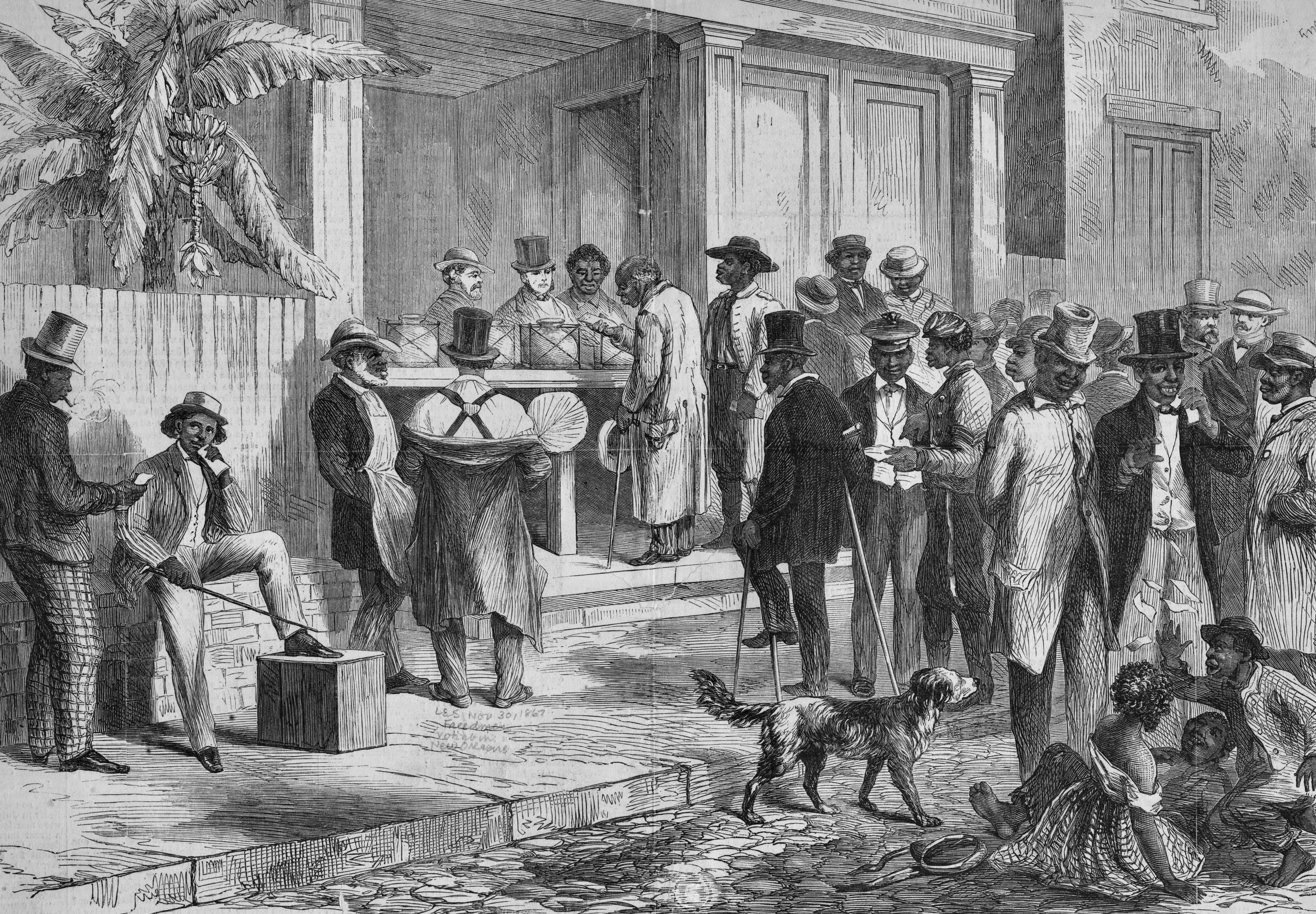
Ilustração "Homens libertos votando em Nova Orleans" ilustrada em 1897 por Jim Crow.

### Estados Unidos da América
O sufrágio universal indireto é usado nos Estados Unidos da América para escolha do Presidente e do Vice-Presidente da República, onde todos os eleitores individuais qualificados para tal elegem um colégio eleitoral.

## Adoção do sufrágio universal no mundo
| País/Território                      | Universal      | Homem          | Mulher         | Etnia |
| ------------------------------------ | -------------- | -------------- | -------------- | --- |
| Afeganistão                          | 1964-77        | 1964-77        | 1964-77        | 1964-77 |
| África do Sul                        | 1994           | 1910           | 1931           | 1994 |
| Alemanha                             | 1919           | 1867/1871      | 1919           | 1919 |
| Arábia Saudita                       | ?              | ?              | -              | ? |
| Argentina                            | 1952           | 1853           | 1952           | 1853 |
| Armênia                              | ?              | 1919           | 1921           | ? |
| Austrália                            | 1962           | 1858           | 1894           | 1962 |
| Áustria                              | 1945           | 1896/1907      | 1918           | 1945 |
| Azerbaijão                           | ?              | 1919           | 1919           | ? |
| Bahrein                              | ?              | 1973           | 2002           | ? |
| Bélgica                              | 1948           | 1893           | 1948           | ? |
| Bolívia                              | ?              | 1956           | 1956           | ? |
| Brasil                               | 1985           | 1891           | 1932           | 1891 |
| Bulgária                             | ?              | 1945           | 1945           | ? |
| Butão                                | ?              | 2008           | 2008           | ? |
| Canadá                               | 1960           | 1920           | 1920           | 1960 |
| Catar                                | ?              | 2013           | ?              | ? |
| Chile                                | ?              | 1970           | 1970           | ? |
| Primeira República da Checoslováquia | ?              | 1896/1907      | 1918           | ? |
| Colômbia                             | ?              | 1853-1886 1936 | 1954           | 1853 |
| Coreia do Sul                        | ?              | 1948           | 1948           | ? |
| Dinamarca                            | 1915           | 1849           | 1915           | 1915 |
| Espanha                              | 1933-1939 1977 | 1869           | 1933-1939 1977 | 1977 |
| Estados Unidos                       | 1965           | 1856           | 1920           | 1924 (Nativo-americanos) 1965 (Afro-americanos e todos os outros não-brancos)                                                   |
| Estônia                              | ?              | 1917           | 1918           | ? |
| França                               | 1944           | 1792           | 1944           | 1916 |
| Filipinas                            | ?              | 1935           | 1937           | 1946 |
| Finlândia                            | 1906           | 1906           | 1906           | ? |
| Geórgia                              | ?              | 1919           | ?              | ? |
| Gana                                 | ?              | 1951           | 1951           | ? |
| Grécia                               | 1952           | 1864           | 1952           | ? |
| Hong Kong                            | ?              | 1991           | 1991           | 1991 |
| Hungria                              | 1918           | 1918           | 1918           | ? |
| Índia                                | 1950           | 1950           | 1950           | 1950 |
| Indonésia                            | 1955           | 1955           | 1955           | 1955 |
| Irão                                 | 1963           | 1906           | 1963           | 1963 |
| República da Irlanda                 | 1923           | 1918           | 1923           | 1829 |
| Israel                               | 1948           | 1948           | 1948           | 1948 |
| Itália                               | 1945           | 1912           | 1945           | 1912 |
| Jamaica                              | ?              | 1944           | 1944           | ? |
| Japão                                | 1947           | 1925           | 1947           | ? |
| Kuwait                               | ?              | 1962           | 2005           | ? |
| Letônia                              | ?              | 1919           | 1919           | ? |
| Líbano                               | 1943           | 1943           | 1943           | 1943 |
| Liechtenstein                        | ?              | 1984           | 1984           | ? |
| Lituânia                             | ?              | 1922           | 1922           | ? |
| Luxemburgo                           | 1948           | 1919           | ?              | ? |
| Malásia                              | ?              | 1956           | 1957           | ? |
| Malta                                | 1947           | 1947           | 1947           | 1947 |
| México                               | ?              | 1917           | 1947/1953      | ? |
| Myanmar                              | ?              | 1990           | 1990           | ? |
| Nações Unidas                        | 1948           | 1948           | 1948           | 1948 |
| Nova Zelândia                        | 1893           | 1889           | 1893           | 1879 |
| Noruega                              | 1913           | 1898           | 1913           | 1821 |
| Países Baixos                        | 1919           | 1917           | 1919           | 1917 |
| Paquistão                            | ?              | 1956           | ?              | ? |
| Peru                                 | ?              | 1979           | 1955/1979      | ? |
| Polônia                              | 1918           | 1918           | 1918           | 1918 |
| Portugal                             | 1974           | 1878           | 1931           | 1974 |
| Reino Unido                          | 1981           | 1918           | 1928           | 1829 (Brancos com origens étnicas britânicas apenas, independentemente da religião) 1981 (Não-brancos e brancos não-britânicos) |
| República Dominicana                 | 2015           | ?              | ?              | ? |
| Rússia                               | 1917           | 1917           | 1917           | 1917 |
| Samoa                                | ?              | 1990           | 1991           | ? |
| Sri Lanka                            | 1931           | 1910           | 1931           | 1910 |
| Suécia                               | 1919           | 1909           | 1919           | 1951 |
| Suíça                                | 1990           | 1848           | 1959/ 1990     | ? |
| Tailândia                            | 1933           | 1933           | 1933           | 1933 |
| Taiwan                               | 1996           | 1947           | 1947           | 1996 |
| Tunísia                              | 1959           | ?              | 1959           | ? |
| Turquia                              | 1934           | 1878           | 1934           | 1923 |
| União Europeia                       | ?              | 1979           | 1979           | ? |
| Uruguai                              | 1918           | ?              | ?              | ? |
| Zimbábue                             | 1987           | ?              | 1978           | 1987 |